# Jul i den gamle trædemølle
Jul i den gamle Trædemølle er en dansk tv-julekalender fra 1990, der er instrueret af Lars Knutzon og Carin Andersen. Den blev oprindelig sendt på TV 2 og blev udsendt som dvd-bokssæt i 2007. Kalenderen handler om Flemming og Berit og deres forgæves forsøg på at få økonomien, julen og livet til at hænge sammen. Serien er en fortsættelse af tv-serien Er der mere kaffe?, som blev sendt i 6 korte afsnit i Eleva2ren, og fortsættes med serien Flemming og Berit fra 1994.
Den blev igen sendt som TV 2's voksenjulekalender i december 1995 og  2009.

## Medvirkende
- Peter Schrøder (Flemming og Flemmings mor)
- Søs Egelind (Berit)
- Kirsten Lehfeldt (Ruth, Flemmings træner, Det Offentlige, Sysser, Bente, Pølsedamen, Majbritt mfl.)
- Poul Glargaard (Quick, Nissen Arne, Kurt, Torben, Dennis, Ditlev mfl. )
- James Price (Oplæser)